# Kahlotus
Kahlotus és una població dels Estats Units a l'estat de Washington. Segons el cens del 2000 tenia 214 habitants.

## Demografia
Segons el cens del 2000, Kahlotus tenia 214 habitants, 89 habitatges, i 51 famílies. La densitat de població era de 201,5 habitants per km².
Dels 89 habitatges en un 32,6% hi vivien nens de menys de 18 anys, en un 42,7% hi vivien parelles casades, en un 11,2% dones solteres, i en un 41,6% no eren unitats familiars. En el 36% dels habitatges hi vivien persones soles el 3,4% de les quals corresponia a persones de 65 anys o més que vivien soles. El nombre mitjà de persones vivint en cada habitatge era de 2,4 i el nombre mitjà de persones que vivien en cada família era de 3,1.
Per edats la població es repartia de la següent manera: un 27,1% tenia menys de 18 anys, un 7,5% entre 18 i 24, un 28% entre 25 i 44, un 27,1% de 45 a 60 i un 10,3% 65 anys o més.
L'edat mediana era de 39 anys. Per cada 100 dones de 18 o més anys hi havia 122,9 homes.
La renda mediana per habitatge era de 38.750 $ i la renda mediana per família de 38.958 $. Els homes tenien una renda mediana de 31.786 $ mentre que les dones 25.179 $. La renda per capita de la població era de 16.617 $. Aproximadament l'11,6% de les famílies i el 19,3% de la població estaven per davall del llindar de pobresa.

## Poblacions més properes
El següent diagrama mostra les poblacions més properes.